# Cherry Hill (Wirginia)
Cherry Hill – jednostka osadnicza w Stanach Zjednoczonych, w stanie Wirginia, w hrabstwie Prince William. Według spisu w 2020 roku liczy 23,7 tys. mieszkańców. W latach 2010–2020 populacja wzrosła o 48%. Słynie z największej populacji (pod względem odsetka, który wynosi 7,6%) Ghańczyków w Stanach Zjednoczonych.

## Demografia
- czarni lub Afroamerykanie – 49,5%
- biali nielatynoscy – 19,7%
- Latynosi – 18,1%
- Azjaci – 11,3%
- rasy mieszanej – 6,1%
- rdzenni Amerykanie – 0,8%[1].